# Amblie

Amblie este o comună în departamentul Calvados, Franța. În 1 ianuarie 2018 avea o populație de 274 de locuitori.